# ФК Карловац
ФК Карловац (хрв. NK Karlovac) је фудбалски клуб из Карловца у Хрватској, који се од сезоне 2009/10 такмичи у Првој лиги. У овој сезони клуб слави 90 година постојања.

## Историја
НК Карловац основан је у јесен 1919. године под називом Шпортски клуб Борац, иако је у граду још од доласка прве фудбалске лопте крајем 19. века постојало неколико фудбалских клубова. Клуб је основала група грађевиснких радника из Карловца, а први председник био је Фердо Хрдлишка. То је био почетак клуба којег су касније годинама водиле и издржавале карловачке занатлије.
Први историјски сусрет одиграо је са месним ривалом Викторијом 2:2. Борац је брзо стекао велику популарност и после годину дана узима име града у којем је и основан. 
ФК Карловац је окупљао омладину из сиромашнијег дела града. Фудбалери су у почетку носили бре блуз, али су убрзо замењују за зелено - белу боју која постаје боја клуба. Брзо затим и та боја је промењена у плаво-белу коју и данас носи. У периоду од шест година клуб је носио име Славија и тада му је боја била црвено-бела.
Почетком Другог светског рата фудбалски клубови Карловац, Викторија и Приморац фузионишу се у Шпортски клун Велебит фузионирали су се у Шпортски клуб Велебит, Током ратних година активнос клуба је смањена, али никад није сасвим замрла. 
После рата Велебит постаје Фискултурно друштво Ударник, који игра у Хрватској лиги од осам клубова. У првој години новог клуба у Карловцу је играо загребачки Динамо и победио Ударник са 10:2. 
Године 1948. Ударник се распада па се оснива ново Спортско друштво Славија, која се због добрих резултата вратила у Хрватску лигу. Славија је одиграла прву међународну утакмицу у Карловцу са аустријским Зендорфом којег је Славија победила са 3:1.
У 1952. години долази до укидања Хрватске лиге. Реорганизацијом Славија се играла у Подсавезној лиги Загреба. Име Славија се мења 1954. године, кад клуб добија данашње име.
Почетком 70-их после кризе клуб постаје стабилан члан Сруге савезне лиге Југославије. Најуспешнија сезона и историји клуба била је 1972/73. када је Карловац освојио треће место у Другој лиги и тако постао четврти хрватски клуб у том тренутку.
Из лиге испада 1976. и дуго времена не успева се вратити у старо друштво. У том периоду добре резултате постиже са јуниорским селекцијама и доказује да има једну од најспешнијих фудбалских школа у земљи. 
После распада бивше државе Карловац се према резултатима у претходној сезони се надао упласку у новоосновану Прву лигу Хрватске 1992/93., али Прва лига се попуњавала административним путем и Карловац је извисио.
Нови улазак у Другу лигу остварио је 2005. године, да би у сезони 2008/09. освојио друго место и остварио деведестгодишњи сан уласка у Прву лигу, тако да се деведесету годишњивцу свога оснивања прославити у Првој лиги Хрватске 2009/10.

## Имена клуба кроз историју
- Борац (1919–1920)
- НШК Карловац (1920–1941)
- ХШК Велебит (1941–1945)
- Ударник (1945–1948)
- Славија (1948–1954)
- Карловац (1954–1958)
- КСД (1958–1960)
- НК Карловац (1960– данас)

## Стадион
Између два рата највећи проблем је био недостатак игралишта у граду, тако да је НШК Карловац двадесет првих година постојања био без свог стадиона, којег је коначно добио 1938. године у Сењској улици и на њему играо до 1975.
Нови стадион је изграђен 1975. године. Звао се 13. српањ да би то име променио у Бранко Чавловић — Чавлек, по његовом дугогодишњем члану. Капацитет стадиона је 12.000 места. Власник клуба од 1. августа 2007. је НК Карловац. Стадио има главни терен са 
четири трибине, три помоћна терена, два полигона са помоћним игралиштима и клупским просторијама.
Навијачка група клуба је Гадемз! Карловац основана 2001. године.

## Успеси клуба
Клуб је играо у Трећој и Другој лиги тако да је наввећи успех остварио освајањем другом места у Другој лиги 2008/09.
У такмичње за Куп два пута је стигао до осминефинала. Први пут у Купу Маршала Тита 1987/88 и у Купу Хрватске 2008/09.

## Састав клуба у сезони 2009/10.
Стање 24. јули, 2009
| Бр. |                     | Позиција | Играч                    |
| --- | ------------------- | -------- | ------------------------ |
| 1   | Хрватска            | Г        | Хрвоје Сунара            |
| 2   | Хрватска            | О        | Жељко Ковачевић          |
| 3   | Хрватска            | О        | Борислав Пилиповић       |
| 4   | Босна и Херцеговина | О        | Махир Ифтић              |
| 5   | Хрватска            | С        | Невен Вукман             |
| 6   | Хрватска            | С        | Горан Парачки            |
| 7   | Хрватска            | О        | Марио Барич              |
| 8   | Хрватска            | Н        | Матија Штефанчић капитен |
| 9   | Хрватска            | Н        | Енес Новичић             |
| 10  | Хрватска            | С        | Јосип Јернеић            |
| 11  | Хрватска            | Н        | Иван Лајтман             |
| 12  | Хрватска            | Г        | Иван Грабовац            |

| Бр. |                     | Позиција | Играч                  |
| --- | ------------------- | -------- | ---------------------- |
| 13  | Босна и Херцеговина | Н        | Харис Реџепи           |
| 14  | Хрватска            | О        | Мауро Матика           |
| 16  | Хрватска            | Н        | Михаел Сопћић          |
| 17  | Хрватска            | С        | Адис Стамболија        |
| 18  | Хрватска            | С        | Звонко Памић           |
| 19  | Хрватска            | О        | Нико Токић             |
| 20  | Хрватска            | С        | Давид Дујанић          |
| 21  | Хрватска            | О        | Дује Вучелимовић—Гргић |
| 22  | Хрватска            | Н        | Мартин Врнога          |
| 23  | Хрватска            | Г        | Иван Паразајдер        |
| 28  | Хрватска            | О        | Гордан Буроза          |
| 28  | Хрватска            | О        | Јурица Карабатић       |